# Ильгери-Коджалки (Нижнегорский район)
Ильгери́-Коджалки́ (укр. Ільґері-Коджалкі, крымскотат. İlgeri Qocalki, Ильгери Къоджалки) — исчезнувшее село в Нижнегорском районе Республики Крым, включённое в состав старой Ахтырки. Располагалось на северо-востоке района, в степном Крыму, в низовье Салгира на правом берегу, примерно в 1 км к северу от современного села Изобильное.

## История
Первое документальное упоминание села встречается в Камеральном Описании Крыма… 1784 года, судя по которому, в последний период Крымского ханства Гери Коджалки входил в Кучук Карасовский кадылык Карасъбазарскаго каймаканства. После присоединения Крыма к России (8) 19 апреля 1783 года, (8) 19 февраля 1784 года, именным указом Екатерины II сенату, на территории бывшего Крымского Ханства была образована Таврическая область и деревня была приписана к Левкопольскому, а после ликвидации в 1787 году Левкопольского — к Феодосийскому уезду Таврической области. После Павловских реформ, с 1796 по 1802 год, входила в Акмечетский уезд Новороссийской губернии. По новому административному делению, после создания 8 (20) октября 1802 года Таврической губернии, Эльгеры-Коджалак был включён в состав Урускоджинской волости Феодосийского уезда.
По Ведомости о числе селении, названиях оных, в них дворов… состоящих в Феодосийском уезде от 14 октября 1805 года , в деревне Эльгеры Коджалки числилось 15 дворов и 98 жителей. На военно-топографической карте генерал-майора Мухина 1817 года обозначена одна деревня Каджалки с 70 дворами. После реформы волостного деления 1829 года Эльгери Каджалки, согласно «Ведомости о казённых волостях Таврической губернии 1829 года», отнесли к Бурюкской волости (переименованной из Урускоджинской). На карте 1836 года в деревне Ельгеры-Коджанки 35 дворов, как и на карте 1842 года.
В 1860-х годах, после земской реформы Александра II, деревню приписали к Шейих-Монахской волости. Согласно «Памятной книжке Таврической губернии за 1867 год», деревни Эльгеры и Сиртки Коджалаки были покинуты жителями в 1860—1864 годах, в результате эмиграции крымских татар, особенно массовой после Крымской войны 1853—1856 годов, в Турцию и заселены русскими из Воронежской губернии, а деревня переименована в Ахтырку. По «Списку населённых мест Таврической губернии по сведениям 1864 года», составленном по результатам VIII ревизии 1864 года, Ахтырка, или 2 бывших деревни Сыртке-Коджалаки и Эльгеры-Коджалаки — казённая русская деревня с 21 двором и 83 жителями при реке Биюк-Кара-Су.